# 和歌山万葉きっぷ
和歌山万葉きっぷ（わかやままんようきっぷ）は、南海電気鉄道（南海）が発売している通年販売のサービックの一種である。
現在は和歌山観光きっぷに改称されている。

## 概要
和歌山観光用に登場したこの切符は、難波駅・新今宮駅・天下茶屋駅・住吉大社駅・堺駅から和歌山市駅までの乗車券はもちろん、和歌山市内の特定観光施設の入場料金の割引クーポン券や和歌山ラーメン等の人気のグルメ店の特典クーポンがついた和歌山市観光便利帳が進呈されていた。

## きっぷの内容
- 難波・新今宮・天下茶屋・住吉大社・堺の各駅から和歌山市までの往復割引乗車券（座席指定券付きのタイプには、特急サザンの割引往復指定券が追加される）
- 和歌山バスと和歌山バス那賀の一日フリー乗車券
- 「和歌山観光きっぷ」のご案内（総括券、各種特典を受けるにはこれが必要）

## 各種特典を受けられる施設
下記の他にも存在する。
- 番所庭園
- 和歌山城

## 料金と発売・有効期間
料金は、普通乗車券のみだと大人2,080円、こども1,040円。指定券（特急サザン）付きは大人2,600円、こども1,310円。この期間内であれば任意の一日に限って有効である。